# Јужнокинески тигар
Јужнокинески тигар (Panthera tigris amoyensis) је подврста тигра, која насељава шуме јужне Кине. Најугроженији је од свих тигрова. Његов ареал је исцепкан на три изоловане области.

## Угроженост
Разлог драстичног опадања бројности јужнокинеских тигрова је нестајање његовог природног плена, фрагментација ареала, криволов. Мао Цедунг га је сврстао међу штеточине које се морају уништити, па је било покренуто неколико кампања против њега. Бројност му је услед тога пала са 4.000 на мање од 200 јединки. Данас се процењује да има само 20-30 јединки, у провинцијама Гуангдунг, Фуђен, Хунан, Ђангси и Џеђанг. У Кини је 2019. у заточеништву живело 150 јужнокинеских тигрова, од којих је 144 било део програма узгоја „Кинеског удружења зоолошких вртова”.